# آتنائوس
آتنایوس اهل آتالیا در پامفیلیه در زمان کلودیوس (۴۱ - ۵۴ میلادی) و نرون (۵۴ تا ۶۸ میلادی) در روم برآمد. وی مؤسس مکتب پنوماتیک که ناشی از رشد طبیعیات رواقی بود.
او رسالهٴ جامعی دربارهٴ طب نوشت، شامل بسیاری تعاریف که جالینوس آن را سخت تحسین کرده است. جالب‌ترین قطعات آن مطالعه دربارهٴ خوردنی و نوشیدنی، تأثیر هوا (در جاهای مختلف و در مواقع مختلف)، آموزش کودکان و زنان و مانند این‌هاست.